# Jasna Góra (województwo dolnośląskie)
Jasna Góra (niem. Lichtenberg) – wieś w Polsce położona w województwie dolnośląskim, w powiecie zgorzeleckim, w gminie Bogatynia.

## Historia
Historia wsi sięga najpóźniej 1339 roku, gdy leżała w granicach piastowskiego księstwa jaworskiego, jednego z polskich księstw dzielnicowych na Dolnym Śląsku. Najstarsza znana wzmianka o wsi pochodzi z 1383.

## Położenie
Jasna Góra to wieś łańcuchowa o długości około 1,7 km leżąca na zachodnim skraju Gór Izerskich, na wysokości około 320–450 m n.p.m.

## Podział administracyjny
W latach 1975–1998 miejscowość administracyjnie należała do województwa jeleniogórskiego.